# Fagaloa Sinus
Il Fagaloa Sinus è una struttura geologica della superficie di Titano.